# Operative Kunst
Die Operative Kunst ist die Theorie und Praxis der Vorbereitung, Führung und Durchführung operativer (Kampf-)Handlungen (Operationen) von Teilstreitkräften und Großverbänden, die auf einem Kriegsschauplatz (Seekriegsschauplatz) entweder selbstständig oder im Zusammenwirken handeln. Sie dient der Verwirklichung strategischer Ziele und befasst sich mit der Konzipierung und Koordinierung von (taktischen) Gefechten im Interesse der Operation.
Die Operative Kunst ist ein Bestandteil der Kriegskunst, zwischen Taktik und Strategie.
Die Operative Kunst einer Teilstreitkraft fasst die spezifischen (operativen) Einsatzmethoden ihrer jeweiligen operativen Vereinigungen, Verbände und Dienste zusammen.
Die Theorie der Operativen Kunst gehört zur Wissenschaftsdisziplin Militärwissenschaft.

## Begriffsgeschichte

### Vorgeschichte im Kriegswesen
Die Kriegskunst, mit Strategie und Taktik, entstand in der Zeit des Übergangs von der Gentilordnung zur Klassengesellschaft in einem langen historischen Prozess und entwickelte sich im Zusammenhang mit der allmählichen Herausbildung von Staaten und des Militärs. Sie ist verbunden mit der Politik der Völker, Staaten, Klassen, Nationen und Bündniskoalitionen, aber auch den Streitkräften, und den von ihnen geführten Kriegen und dem militärtheoretischen Denken.
Die Entwicklung der Kriegskunst führte vom einfachen, meist frontalen Zusammenstoß der militärischen Formationen zu immer komplizierteren Schlachtordnungen, die die Waffenwirkung und das Zusammenwirken der Kräfte und Mittel berücksichtigten. Die allgemeine Kriegsgeschichtsschreibung und die (wissenschaftliche) Geschichte der Kriegskunst zeichnen die Entwicklungsetappen der Kriegskunst mit ihrer jeweiligen Methodik umfassend nach.

### Taktik- und Strategiebegriff in Europa
Der Begriff Taktik tauchte in europäischen militärischen Schriften erstmals im 16./17. Jahrhundert auf. Er bezog sich auf die Tätigkeit des Feldherrn und die Handlungen der militärischen Formationen im Krieg.
Bei Carl von Clausewitz kann diese „Theorie des Kriegführens oder Theorie vom Gebrauch der Streitkräfte, also das Gefecht abhandeln als den eigentlichen Kampf, die Märsche, Lager und Quartiere … auf der Ebene von taktischen militärischen Formationen. … Diese Kriegskunst im engeren Sinne zerfällt nun wieder selbst in Taktik und Strategie.“
Bereits vor dem 18. Jahrhundert wurde der Begriff Taktik (entlehnt aus französisch tactique, dieses von altgriechisch τακτικά bzw. von griechisch taktikḗ (technē), eigentlich ´Lehre von der Anordnung`, zu gr. taktikós ´die Aufstellung (eines Heeres) betreffend`, zu gr. táttein, tás-sein ´anordnen, aufstellen`) zunächst beschränkt auf den militärischen Bereich angewendet. Erst später fand der Taktikbegriff breite sprachliche Verallgemeinerung in allen Lebensbereichen.
Der (Militär-)Strategie waren sowohl die allgemeinen Probleme des bewaffneten Kampfes als auch die konkreten Formen und Arten seiner Durchführung im Krieg bis zur Truppenführung im Verlauf der Schlacht zugewiesen. Sie wurde stets als der bestimmende und richtungsweisende Teil angesehen. Zur Taktik gehörten im Allgemeinen alle Fragen der Vorbereitung und Durchführung des Gefechts in der Schlacht.

### Herausbildung einer Operativen Kunst
Elemente einer Operativen Kunst entstanden in der militärischen Praxis mit Beginn des 19. Jahrhunderts in Gestalt der neuen Form der Kampfhandlungen, der Operation, die in den Kriegen der zweiten Hälfte des Jahrhunderts ihre Ausprägung erhielt. Die schnellen waffentechnischen Fortschritte, das Vorhandensein von Millionenheeren mit massenhafter Technik, die Entwicklung des Flugzeugs und des U-Boots erschlossen der Kriegführung gegen Ende des 19. Jahrhunderts neue Dimensionen.
Die bedeutendste Weiterentwicklung für die Kriegskunst fällt in die zweite Hälfte des 19. Jahrhunderts. Ob bereits Moltke in Anlehnung an den Begriff der Operation die operative Kriegskunst oder operative Führungsebene zwischen Taktik und Strategie einschob, oder erst sein Nachfolger Schlieffen, ist unbekannt. Es steht jedoch fest, dass dieser neue Führungsbegriff noch vor 1900 in Deutschland entstand. Von dort wurde er zunächst in Russland als Operativnoje iskusstvo (ru – Оперативное искусство) aufgenommen.
Nach Aussagen von Boris Michailowitsch Schaposchnikow, der von 1907 bis 1910 die Generalstabsakademie Russlands absolvierte, wurde dort vor dem Ersten Weltkrieg Operative Kunst nach den Theorien von Sigismund von Schlichting, Louis Loyzeau de Grandmaison und Heinrich Antonowitsch Leer gelehrt. 
Später zeigte sich diese Entwicklung im Russisch-Japanischen Krieg (1904–1905), der sich auf mehreren Kriegsschauplätzen entwickelte. Die Aufgaben aller Bestandteile der Kriegskunst wandelten sich. Die Operative Kunst bildete sich heraus und schob sich als Zwischenglied mit eigenen Zielen und Aufgaben zwischen die Strategie und Taktik. Die Strategie hatte die Kampfhandlungen der Streitkräfte auf allen Kriegsschauplätzen zur Erringung des Gesamtziels des Kriegs zu koordinieren. Die unmittelbare Führung einzelner Schlachten wurde zu einer Aufgabe der Operativen Kunst. Die Armeebefehlshaber (Oberbefehlshaber) führten die (Gefechts-)Handlungen der unterstellten  militärischen Formationen.
In der militärischen Fachliteratur wurden zunächst noch die Begriffe „Große Taktik“ oder  „Taktik des Kriegsschauplatzes“ oder „Kleine Strategie“ und andere Termini als Bezeichnung für operative Kampfhandlungen verwendet. Im Wechselspiel zwischen  (deutscher) Wehrwissenschaft und (sowjetischer) Militärwissenschaft der 1920er/1930er Jahre etablierte sich in Russland der Begriff Operative Kunst als Bezeichnung für die Theorie und Praxis der Vorbereitung, Führung und Durchführung operativer (Kampf-)Handlungen (Operationen) von Teilstreitkräften und Großverbänden, die auf einem Kriegsschauplatz (Seekriegsschauplatz) entweder selbstständig oder im Zusammenwirken handeln. Sie dient der Verwirklichung strategischer Ziele und befasst sich mit der Konzipierung und Koordinierung von (taktischen) Gefechten im Interesse der Operation.
Seitdem gibt es nicht mehr nur das Begriffspaar Strategie – Taktik, das von einer breiten Grauzone zwischen den Extremen gekennzeichnet war. Die operative Ebene hat sich zwischen den beiden vermittelnd eingeschoben. Freilich gibt es nun statt einer Grauzone zwei. Denn so unklar früher in Grenzbereichen die Zuordnung einer militärischen Maßnahme zum Bereich der Taktik oder Strategie war, so groß können heute die Unklarheiten sein, wenn es um die Zuordnung zu Taktik oder Operativer Ebene einerseits, oder Operativer Ebene und Strategie andererseits geht.
Außer in Russland, wo das Konzept der Operativen Führung zwischen 1923 und 1937 von Tuchatschewski und Triandafillow weiter ausgearbeitet wurde (vgl. Tiefe Operation), tat man sich außerhalb Deutschlands schwer die neue Idee zu übernehmen. Das war und ist zum großen Teil der ablehnenden Haltung gegenüber einer Wehr- oder Militärwissenschaft geschuldet.

### Entwicklung der Operativen Kunst in der Praxis
Die Erarbeitung der Theorie der Operativen Kunst war eine Hauptvoraussetzung für die Begründung der „Theorie der tiefen Operation“ Mitte der 1930er Jahre. Unter Ausnutzung der Gefechtsmöglichkeiten der Artillerie, der Panzer- und mechanisierten Truppen, der Fliegerkräfte und der Luftlandetruppen sollte der Gegner gleichzeitig in der gesamten Tiefe seiner Gefechtsordnung bzw. seines operativen Aufbaus bis zu den strategischen Reserven bekämpft und zerschlagen werden.
Die Erfahrungen aus den Operationen des Zweiten Weltkriegs, sowohl aus tiefgestaffelter Verteidigung als auch während tiefer Offensivoperationen, flossen in die Entwicklung der Operativen Kunst ein und führten z. B. zur Ausarbeitung von Methoden zur Vorbereitung und Durchführung selbstständiger Luft- und Seeoperationen sowie Lande- und Landungsoperationen.
Mit der Einführung der Nuklearbewaffnung in die Streitkräfte in den 1950er Jahren wurden der  Operativen Kunst und der Strategie größere Wirkungsmöglichkeiten auf dem Kriegsschauplatz zugeschrieben. Liddell Hart schlug noch Mitte der 1950er Jahre für Großbritannien und die übrigen westlichen Staaten ein beinahe identisches Konzept der Operativen Führung allerdings unter dem ihm geeigneter erscheinenden Begriff grand tactics (etwa Große Taktik) vor. Kurz danach öffnete sich mit dem französischen General André Beaufre erstmals ein prominenter Strategiedenker des Westens für dieses Konzept unter der Bezeichnung Operative Strategie.
Der Operationsbegriff zieht sich durch alle Ausgaben der grundlegenden Führungsvorschrift für das Deutsche Heer.
Seit 1982 ist die Operative Kunst in den Vereinigten Staaten offiziell als Bestandteil in die Kriegskunst aufgenommen. 1982 führte Edward Luttwak den neuen Führungsbegriff auch bei den US-amerikanischen Streitkräften in der grundlegenden Vorschrift FM 100-5 ein. Darin heißt es sinngemäß, dass der Krieg ein nationales Unterfangen sei, das auf drei grundsätzlichen Ebenen koordiniert werde, strategisch, operativ und taktisch. Damit hatte sich der Begriff endgültig weltweit durchgesetzt, auch wenn stellenweise noch bemängelt wird, dass in einigen Ländern der Begriff das Führungssystem noch nicht durchdrungen hat.
Die (Militär-)Strategie ist der (Militär-)Politik des betreffenden Staates (der Koalition) direkt nachgeordnet und befasst sich mit der unmittelbaren Umsetzung der politischen Ziele in militärische Handlungen, ohne und mit bewaffnetem Kampf. Sie wird von der Führung des Staates entworfen und verwirklicht.

## Wesensmerkmale der Operativen Kunst

### Hauptaufgaben der Operativen Kunst
Die Theorie der Operativen Kunst erforscht Regeln und Zusammenhänge (Gesetzmäßigkeiten), den Charakter und Inhalt operativer (Kampf-)Handlungen sowie die Formen und Methoden ihrer Vorbereitung und Durchführung. Sie erarbeitet die theoretischen Grundlagen der Vorbereitung und Durchführung gemeinsamer und selbstständiger Operationen (Kampfhandlungen) der operativen Verbände und Vereinigungen der Teilstreitkräfte.
Die Praxis der Operativen Kunst umfasst die Tätigkeit der Kommandoführung, Stäbe und Truppen (Kräfte) zur Vorbereitung und Durchführung der Operationen, zur Führung der Truppen (Kräfte) und zur allseitigen Sicherstellung der Operationen (Kampfhandlungen).
Die Allgemeine Operative Kunst (der Landstreitkräfte) beinhaltet:
- die allgemeinen Grundlagen, die einheitliche Prinzipien und Regeln für alle Teilstreitkräfte  enthalten;
- die Theorie und Praxis des Einsatzes der Teilstreitkraft in Operationen, auch gemeinsam mit anderen Teilstreitkräften;
- die Theorie und Praxis der Vorbereitung und Durchführung der (Front-/Armeegruppen-, Armee-, Armeekorps-) Operationen und der Führung dieser Truppen (Kräfte);
- die Theorie und Praxis der Grundprinzipien zur Vorbereitung und Durchführung gemeinsamer  Operationen.

Die Operative Kunst einer Teilstreitkraft erfasst – ausgehend von den Prinzipien der Allgemeinen Operativen Kunst – die Spezifik der Organisation und technischen Ausrüstung, der Handlungssphären (Luft, Weltraum, See, Cyberraum), der Kampfmöglichkeiten und der Methoden des Einsatzes der jeweiligen Teilstreitkraft. 

### Grundelement der Operativen Kunst – die Operation
Die Operation ist Grundelement (Hauptelement) jeder Operativen Kunst. Für die Theorie der Operativen Kunst ist sie das Objekt und der Untersuchungsgegenstand.
Die Operation bezeichnet die Gesamtheit der nach Zielen, Aufgaben, Ort und Zeit abgestimmten und miteinander verbundenen Schlachten, Schläge, Gefechte und Manöver verschiedenartiger Truppen (Kräfte), die
- gleichzeitig oder aufeinanderfolgend nach einheitlicher Idee und nach einheitlichem Plan
- zur Erfüllung von Aufgaben auf dem Kriegsschauplatz (den Kriegsschauplätzen), in einer strategischen Richtung oder Operationsrichtung (in einem bestimmten Raum / einer bestimmten Zone) und
- in einer festgelegten Zeit durchgeführt werden.

Ziel der Operation kann sein: die gegnerischen Gruppierungen zu zerschlagen, wichtige Räume (Abschnitte) von operativer bzw. strategischer Bedeutung zu besetzen oder zu behaupten.
Zu den Arten der Operation zählen: die allgemeine Operation (der Landstreitkräfte), die Luftoperation, die Seeoperation und die gemeinsame Operation (von operativen Formationen mehrerer Teilstreitkräfte).
Aus dem Entwicklungsstand und dem Masseneinsatz moderner Bekämpfungsmittel erklärt sich das große räumliche Ausmaß und der dynamische Verlauf der Operation sowie der enorme Bedarf an materiellen Gütern aller Art in operativen (Kampf-)Handlungen.

### Merkmale der Operativen Ausbildung
Die Operative Ausbildung ist eine Art der Ausbildung, bei der Generalen/Admiralen und Stabsoffizieren neue militärwissenschaftliche Erkenntnisse in der Operativen Kunst vermittelt werden und die Geschlossenheit von Führungsorganen der operativen und operativ-strategischen Ebene hergestellt wird.
Die Operative Ausbildung umfasst:
- das Studium der theoretischen Grundlagen der Strategie und der Operativen Kunst,
- das Studium des wahrscheinlichen Gegners und des möglichen Charakters von (Kampf-)Handlungen auf dem Kriegsschauplatz;
- die Vervollkommnung der praktischen Fertigkeiten und Kenntnisse der Führungskräfte zur Vorbereitung und Führung der Truppen (Kräfte) in Operationen;
- das Training der Geschlossenheit der Führungsorgane im Ganzen.

Die Elemente der Operativen Kunst werden meist aus zwei Perspektiven bearbeitet: aus der theoretischen und der angewandten. Die nicht geringe Distanz zwischen beiden Teilen, wie zwischen Theorie und militärischer Praxis überhaupt, sollte durch eine effektive operativ-taktische Ausbildung verringert werden.
Die Übungen auf dem Gebiet der angewandten Operativen Kunst nennt man im kleineren Maßstab Stabsübungen (Stabsdienstausbildung), im größeren Maßstab Kriegsspiel (Planspiel), Kommandostabsübungen, und Manöver.